# (18638) Nouet
Pour les articles homonymes, voir Nouet.
(18638) Nouet est un astéroïde de la ceinture principale, découvert le 2 mars 1998 par le programme OCA-DLR Asteroid Survey à Caussols. Sa désignation provisoire était 1998 EP3. Il tire son nom de Nicolas-Antoine Nouet, un astronome de l'observatoire de Paris du XIXe siècle.
Il a été nommé par Alain Maury, né comme Nouet, dans la (18636) Villedepompey, quelques années plus tard...